# Masego
Masego, de son vrai nom Micah Davis, est un chanteur et musicien américain originaire de Jamaïque. Il est né le 8 juin 1993 à Kingston.
Il définit sa musique comme de la « TrapHouseJazz ».

## Biographie
Micah Davis est né d'un père jamaïcain et d'une mère afro-américaine. Son père était dans l'U.S Air Force et sa mère était entrepreneure. Ses parents étaient également pasteurs et il a été élevé dans un foyer chrétien non confessionnel. Les voyages militaires ont finalement conduit sa famille en Virginie. Très jeune, la batterie est devenue le premier instrument qu'il a appris à jouer sans leçons formelles. Davis a parlé de l'apprentissage du piano, du saxophone et de diverses boîtes à rythmes. Au lycée, il a adopté le nom de Masego après avoir appris que sa famille avait des racines en Afrique du Sud. Davis a fréquenté la Old Dominion University à Norfolk, en Virginie, avant de partir se concentrer uniquement sur sa carrière musicale.

## Discographie
- The Pink Polo EP (EP avec Medasin, 2016)
- Loose Thoughts (EP, 2016)
- Lady Lady (en) (album, 2018)
- Studying Abroad: Extended Stay (album, 2021)
- Masego (album, 2023)

## Contributions
| Titre                | Année | Autre(s) artiste(s) | Album                          |
| -------------------- | ----- | ------------------- | ------------------------------ |
| "Late Night"         | 2015  | GoldLink            | And After That, We Didn't Talk |
| "Ooh Nah Nah"        | 2017  | SiR                 | HER TOO                        |
| "Touch the Floor"    | 2018  | VanJess             | Silk Canvas                    |
| "Good Girl"          | 2018  | Tiffany Gouché      | N/A                            |
| "One Life"           | 2019  | The Game, J. Stone  | Born 2 Rap                     |
| "Need It"            | 2019  | Kaytranada          | Bubba                          |
| "Sleigh"             | 2019  | Smino, Monte Booker | High 4 Da Highladays           |
| "Amy"                | 2019  | Yuna                | Rouge                          |
| "Mystery Lady"       | 2020  | Don Toliver         | Studying Abroad                |
| "Memory Leaves"      | 2022  | Anomalie            | Galerie                        |
| "You never visit me" | 2023  | ENNY, Wale          | Single                         |